# Оргакин
Оргакин (калм. Орhахн) — посёлок в Ики-Бурульском районе Калмыкии, административный центр Оргакинского сельского муниципального образования.
Основан не позднее 1914 года
Население — 759 (2012)

## Общая физико-географическая характеристика
Посёлок расположен на северо-западе Ики-Бурульского района в пределах Ергенинской возвышенности, являющейся частью Восточно-Европейской равнины, на высоте около 110 метров над уровнем моря. Рельеф местности холмисто-равнинный, уклон местности — с юга на север на направлению к балке Передний Чимгир (бассейн реки Шарын-Сала). Почвенный покров комплексный: распространены светло-каштановые солонцеватые и солончаковые почвы и солонцы (автоморфные), в балке Передний Чимгир — солонцы луговые (гидроморфные)
По автомобильной дороге расстояние до столицы Калмыкии города Элиста составляет 40 км, до районного центра посёлка Ики-Бурул — 42 км. К посёлку имеется асфальтированный подъезд (5,4 км) от республиканской автодороги Элиста — Ики-Бурул — Чолун-Хамур
Климат
Климат континентальный, засушливый, с жарким летом и относительно холодной и малоснежной зимой (согласнo классификации климатов Кёппена — семиаридный (индекс Bsk). Среднегодовая температура воздуха положительная и составляет + 9,7 °C, средняя температура самого жаркого месяца июля + 24,5 °С, самого холодного месяца января — 5,4 °С. Расчётная многолетняя норма осадков — 329 мм. Наименьшее количество осадков выпадает в феврале (норма осадков — 16 мм). Наибольшее количество — в июне (46 мм).

## Название
Название посёлка происходит от этнонима «оргакин». Оргакинский аймак не входил в состав пяти бурульских родов («Тавн Буурл»), а представлял самостоятельный род. Существует несколько версий его возникновения. Согласно одной из них, балку обжил скотовод по имени Орга, пришедший в эти места с пятью сыновьями в поисках пастбищ. Его именем и была названа местность — Оргакин. Сыновья образовали пять ветвей оргакинского рода, названных по их именам: болтахн, бааджихн, онкахн, сяядуд, гелнгуд, представители которых проживают в Оргакинах и сегодня.
По другой легенде, во времена правления хана Аюки в этой местности находилась его зимняя ставка. Кочевавший здесь род обслуживал хана и получил название «Оргакин», («орга» — ставка, прикреплённые к ставке).

## История
Дата основания оседлого посёлка не установлена. В 1913 году при аймачном правлении открыта Оргакиновская ссудо-сберегательная касса. В 1914 году открыта аймачная школа. После Октябрьской революции вследствие начавшейся Гражданской войны занятия в школе были прекращены, дети распущены по домам. В 1929 году в Оргакинах было организовано Товарищество по обработке земли (ТОЗ), а в 1930-м на его базе был создан колхоз «Чик хаалг» («Верный путь»).
В годы Великой Отечественной войны на фронт из Оргакин было призвано 123 человека, из них 73 не вернулись в родные края, погибли и пропали без вести.
28 декабря 1943 года калмыцкое население было депортировано. Посёлок, как и другие населённые пункты Троицкого улуса Калмыцкой АССР был передан Астраханской области. В 1944 году был образован совхоз «Буратинский», в связи с чем в посёлок спешно переселяют русские семьи из Ставропольского края. В 1952 году посёлок в составе Степновского района передан в состав Ставропольского края. Первоначально совхоз был мясного направления, а с 1952 года овцеводческого.
Название населённого пункта неоднократно изменялось.
На немецкой карте 1941 года посёлок отмечен под названием Шаргадык. На послевоенной карте СССР 1946 года указан под названием Оргакиновский. На американской карте СССР 1950 года посёлок отмечен уже под названием Буратинский На карте 1956 указан как посёлок Цветной. Это же название отражено на административной карте Ставропольского края 1958 года В 1961 году указом Президиума Верховного Совета РСФСР посёлок Цветной переименован в Буратинский. Название Оргакин возвращено в 1994 году.
В 1958 году, после возвращения калмыков, в совхозе были организованы две молочно-товарные фермы (МТФ), которые отправляли молоко для населения Элисты. С 1965 года — в составе Ики-Бурульского района. В 1988 году построено новое двухэтажное здание школы.

## Население
| 2002 | 2010 | 2012 |
| ---- | ---- | ---- |
| 765  | ↘763 | ↘759 |

Национальный состав
Согласно результатам переписи 2002 года большинство населения посёлка составляли калмыки (92 %)

## Социальная сфера
В посёлке действуют средняя школа, детский сад, дом культуры, офис врача общей практики.